# Piotr Berestiuk
Piotr Berestiuk (ur. 14 sierpnia 1979) – polski lekkoatleta specjalizujący się w biegach sprinterskich.
Podczas mistrzostw Europy juniorów w 1997 zdobył srebrny medal w biegu na 200 metrów – w tym samym sezonie zdobył złoto igrzysk bałtyckich w biegu na 100 metrów. Bez większych sukcesów brał udział w 1998 na juniorskich mistrzostw świata.
Dwukrotnie startował w finale biegu na 100 metrów podczas mistrzostw Polski seniorów.

## Osiągnięcia
| Rok  | Impreza                     | Miejsce | Konkurencja   | Lokata     | Wynik |
| ---- | --------------------------- | ------- | ------------- | ---------- | ----- |
| 1997 | Mistrzostwa Europy juniorów | Lublana | bieg na 200 m | 2. miejsce | 20,91 |
| 1997 | Igrzyska bałtyckie          | Kowno   | bieg na 100 m | 1. miejsce | 10,66 |
| 1998 | Mistrzostwa świata juniorów | Annecy  | bieg na 100 m | eliminacje | 10,76 |
| 1998 | Mistrzostwa świata juniorów | Annecy  | bieg na 200 m | eliminacje | 22,00 |

## Rekordy życiowe
- bieg na 100 m: 10,50 s (13 czerwca 1998, Warszawa) oraz 10,32 s (19 czerwca 1998, Warszawa[6], uzyskany przy zbyt silnym sprzyjającym wietrze +2,5 m/s)